# All England 1987
Die All England 1987 im Badminton fanden am 11. bis zum 15. März 1987 in London statt. Sie waren die 77. Auflage dieser Veranstaltung. Am 9. und 10. März fand eine Qualifikation für das Hauptturnier im Watford Leisure Centre statt. Das Preisgeld betrug 44.000 US-Dollar.

## Austragungsort
- Wembley Arena

## Finalresultate
| Disziplin    | Sieger                          | Finalist                               | Ergebnis          |
| ------------ | ------------------------------- | -------------------------------------- | ----------------- |
| Herreneinzel | Morten Frost                    | Icuk Sugiarto                          | 15–10, 15–0       |
| Dameneinzel  | Kirsten Larsen                  | Qian Ping                              | 9–7 (Aufgabe)     |
| Herrendoppel | Li Yongbo Tian Bingyi           | Bobby Ertanto Rudy Heryanto            | 15-9, 15-8        |
| Damendoppel  | Chung Myung-hee Hwang Hye-young | Lin Ying Guan Weizhen                  | 15-6, 8-15, 15-11 |
| Mixed        | Lee Deuk-choon Chung Myung-hee  | Jan-Eric Antonsson Christine Magnusson | 15–5, 14–18, 15–8 |

## Herreneinzel

### Setzliste
1. Morten Frost
2. Icuk Sugiarto
3. Misbun Sidek
4. Steve Baddeley
5. Foo Kok Keong
6. Sze Yu
7. Park Joo-bong

### 1. Runde
- Morten Frost –  Pierre Pelupessy: 15-8 / 15-1
- Michael Adams –  Claus Overbeck: 15-11 / 15-8
- Pär-Gunnar Jönsson –  Shinji Matsuura: 15-9 / 12-15 / 15-11
- Mike Butler –  Sompol Kukasemkij: 12-15 / 17-16 / 18-14
- Park Joo-bong –  Peter Axelsson: 15-3 / 15-8
- Darren Hall –  Chang Wen-sung: w.o.
- Rashid Sidek –  Jens Olsson: 11-15 / 15-6 / 15-7
- Jens Peter Nierhoff –  Alan Budikusuma: 15-8 / 15-9
- Yang Yang –  Alex White: 15-7 / 15-11
- Poul-Erik Høyer Larsen –  Anthony Gallagher: 15-5 / 15-0
- Eddy Kurniawan –  Johnny Sørensen: 15-10 / 15-8
- Syed Modi –  Shokichi Miyamori: 15-7 / 15-9
- Foo Kok Keong –  Andrei Antropow: 15-8 / 15-8
- Nick Yates –  Jörgen Tuvesson: 15-7 / 15-6
- Park Sung-bae –  Lius Pongoh: 18-14 / 15-8
- Chris Rees –  Terry Flynn: 15-5 / 15-7
- Kim Brodersen –  Tan Kim Soon: 18-16 / 15-3
- Sung Han-kuk –  Ardy Wiranata: 9-15 / 18-15 / 15-12
- Sakrapee Thongsari –  Heinz Fischer: 15-13 / 15-11
- Steve Baddeley –  Philip Sutton: 15-1 / 15-5
- Hiroshi Nishiyama –  Anders Nielsen: 15-7 / 15-3
- Hermawan Susanto –  Vitaliy Shmakov: 15-12 / 15-5
- Ib Frederiksen –  Chan Chi Choi: 15-4 / 15-7
- Misbun Sidek –  Ulf Johansson: 15-10 / 15-7
- Richard Mainaky –  Kwan Yoke Meng: 18-14 / 15-10
- Andy Chong –  Jan-Eric Antonsson: 15-12 / 18-13
- Vimal Kumar –  Michael Kjeldsen: 15-12 / 15-5
- Sze Yu –  Lex Coene: 15-4 / 15-7
- Shuji Matsuno –  Matthew A. Smith: 15-4 / 15-9
- Li Jian –  Thomas Kirkegaard: 15-12 / 15-2
- Kwak Chan-ho –  Claus Thomsen: 15-2 / 12-15 / 15-9
- Icuk Sugiarto –  Chris Jogis: 15-7 / 17-16

### Sektion 1
|  | 2. Runde | 2. Runde               | 2. Runde | 2. Runde | 2. Runde |  |  | Achtelfinale | Achtelfinale        | Achtelfinale | Achtelfinale | Achtelfinale |  |  | Viertelfinale  | Viertelfinale | Viertelfinale | Viertelfinale | Viertelfinale |  |  | Halbfinale | Halbfinale | Halbfinale | Halbfinale | Halbfinale |
|  |          |                        |          |          |          |  |  |              |                     |              |              |              |  |  |                |               |               |               |               |  |  |            |            |            |            |            |
|  |          | Morten Frost           | 15       | 15       |          |  |  |              |                     |              |              |              |  |  |                |               |               |               |               |  |  |            |            |            |            |            |
|  |          | Mike Adams             | 5        | 0        |          |  |  |              | Morten Frost        | 15           | 15           |              |  |  |                |               |               |               |               |  |  |            |            |            |            |            |
|  |          | Pär-Gunnar Jönsson     | 8        | 15       | 15       |  |  |              | Pär-Gunnar Jönsson  | 0            | 6            |              |  |  |                |               |               |               |               |  |  |            |            |            |            |            |
|  |          | Steve Butler           | 15       | 7        | 8        |  |  |              |                     |              |              |              |  |  | Morten Frost   | 15            | 15            |               |               |  |  |            |            |            |            |            |
|  |          | Darren Hall            | 15       | 15       |          |  |  |              |                     |              |              |              |  |  | Darren Hall    | 6             | 3             |               |               |  |  |            |            |            |            |            |
|  |          | Park Joo-bong          | 10       | 6        |          |  |  |              | Darren Hall         | 15           | 15           |              |  |  |                |               |               |               |               |  |  |            |            |            |            |            |
|  |          | Jens Peter Nierhoff    | 15       | 15       |          |  |  |              | Jens Peter Nierhoff | 10           | 10           |              |  |  |                |               |               |               |               |  |  |            |            |            |            |            |
|  |          | Razif Sidek            | 6        | 7        |          |  |  |              |                     |              |              |              |  |  | Morten Frost   | 15            | 15            |               |               |  |  |            |            |            |            |            |
|  |          | Eddy Kurniawan         | 15       | 15       |          |  |  |              |                     |              |              |              |  |  | Eddy Kurniawan | 9             | 3             |               |               |  |  |            |            |            |            |            |
|  |          | Syed Modi              | 12       | 7        |          |  |  |              | Eddy Kurniawan      | 7            | 15           | 15           |  |  |                |               |               |               |               |  |  |            |            |            |            |            |
|  |          | Yang Yang              | 15       | 15       |          |  |  |              | Yang Yang           | 15           | 6            | 10           |  |  |                |               |               |               |               |  |  |            |            |            |            |            |
|  |          | Poul-Erik Høyer Larsen | 9        | 9        |          |  |  |              |                     |              |              |              |  |  | Eddy Kurniawan | 18            | 8             | 15            |               |  |  |            |            |            |            |            |
|  |          | Foo Kok Keong          | 15       | 15       |          |  |  |              |                     |              |              |              |  |  | Foo Kok Keong  | 17            | 15            | 13            |               |  |  |            |            |            |            |            |
|  |          | Nick Yates             | 12       | 7        |          |  |  |              | Foo Kok Keong       | 15           | 15           |              |  |  |                |               |               |               |               |  |  |            |            |            |            |            |
|  |          | Park Sung-bae          | 15       | 15       |          |  |  |              | Park Sung-bae       | 11           | 12           |              |  |  |                |               |               |               |               |  |  |            |            |            |            |            |
|  |          | Chris Rees             | 6        | 0        |          |  |  |              |                     |              |              |              |  |  |                |               |               |               |               |  |  |            |            |            |            |            |

### Sektion 2
|  | 2. Runde | 2. Runde           | 2. Runde | 2. Runde | 2. Runde |  |  | Achtelfinale | Achtelfinale     | Achtelfinale | Achtelfinale | Achtelfinale |  |  | Viertelfinale    | Viertelfinale | Viertelfinale | Viertelfinale | Viertelfinale |  |  | Halbfinale | Halbfinale | Halbfinale | Halbfinale | Halbfinale |
|  |          |                    |          |          |          |  |  |              |                  |              |              |              |  |  |                  |               |               |               |               |  |  |            |            |            |            |            |
|  |          | Icuk Sugiarto      | 18       | 15       |          |  |  |              |                  |              |              |              |  |  |                  |               |               |               |               |  |  |            |            |            |            |            |
|  |          | Kwak Chan-ho       | 13       | 13       |          |  |  |              | Icuk Sugiarto    | 15           | 15           |              |  |  |                  |               |               |               |               |  |  |            |            |            |            |            |
|  |          | Shuji Matsuno      | 15       | 15       |          |  |  |              | Shuji Matsuno    | 1            | 4            |              |  |  |                  |               |               |               |               |  |  |            |            |            |            |            |
|  |          | Li Jian            | 12       | 10       |          |  |  |              |                  |              |              |              |  |  | Icuk Sugiarto    | 2             | 15            | 15            |               |  |  |            |            |            |            |            |
|  |          | Sze Yu             | 15       | 15       |          |  |  |              |                  |              |              |              |  |  | Sze Yu           | 15            | 8             | 7             |               |  |  |            |            |            |            |            |
|  |          | Vimal Kumar        | 7        | 4        |          |  |  |              | Sze Yu           | 15           | 12           | 15           |  |  |                  |               |               |               |               |  |  |            |            |            |            |            |
|  |          | Chong Weng Kai     | 15       | 17       |          |  |  |              | Chong Weng Kai   | 10           | 15           | 10           |  |  |                  |               |               |               |               |  |  |            |            |            |            |            |
|  |          | Richard Mainaky    | 4        | 14       |          |  |  |              |                  |              |              |              |  |  | Icuk Sugiarto    | 15            | 15            |               |               |  |  |            |            |            |            |            |
|  |          | Steve Baddeley     | 15       | 15       |          |  |  |              |                  |              |              |              |  |  | Steve Baddeley   | 13            | 7             |               |               |  |  |            |            |            |            |            |
|  |          | Sakrapee Thongsari | 10       | 5        |          |  |  |              | Steve Baddeley   | 15           | 15           |              |  |  |                  |               |               |               |               |  |  |            |            |            |            |            |
|  |          | Kim Brodersen      | 8        | 15       |          |  |  |              | Kim Brodersen    | 12           | 4            |              |  |  |                  |               |               |               |               |  |  |            |            |            |            |            |
|  |          | Sung Han-kuk       | 15       | 11       |          |  |  |              |                  |              |              |              |  |  | Steve Baddeley   | 15            | 15            |               |               |  |  |            |            |            |            |            |
|  |          | Hermawan Susanto   | 15       | 15       |          |  |  |              |                  |              |              |              |  |  | Hermawan Susanto | 6             | 11            |               |               |  |  |            |            |            |            |            |
|  |          | Hiroshi Nishiyama  | 11       | 3        |          |  |  |              | Hermawan Susanto | 18           | 15           |              |  |  |                  |               |               |               |               |  |  |            |            |            |            |            |
|  |          | Misbun Sidek       | 15       | 15       |          |  |  |              | Misbun Sidek     | 17           | 9            |              |  |  |                  |               |               |               |               |  |  |            |            |            |            |            |
|  |          | Ib Frederiksen     | 6        | 10       |          |  |  |              |                  |              |              |              |  |  |                  |               |               |               |               |  |  |            |            |            |            |            |

## Dameneinzel

### Setzliste
1. Li Lingwei
2. Sumiko Kitada
3. Qian Ping
4. Kirsten Larsen
5. Fiona Elliott
6. Kim Yun-ja
7. Elizabeth Latief

### 1. Runde
- Charlotte Hattens –  Tracy Dawn Allwright: 11-2 / 11-1
- Erica van den Heuvel –  Claire Palmer: 11-5 / 11-3
- Yoko Koizumi –  Linda Cloutier: 11-2 / 11-1
- Lee Young-suk –  Caroline Gay: 11-3 / 7-11 / 11-2
- Kim Ho-ja –  Betty Blair: 12-9 / 12-10
- Katrin Schmidt –  Tracy Salmon: 11-7 / 11-4
- Darunee Lertvoralak –  Marian Christiansen: 11-7 / 11-7
- Charlotta Wihlborg –  Julie Munday: 11-4 / 11-7
- Amy Chan –  Nancy Helledie: 8-11 / 11-8 / 11-3
- Gillian Gowers –  Catarina Andersson: 11-7 / 11-4
- Pernille Nedergaard –  Kumiko Kitamoto: 11-6 / 5-11 / 11-8
- Astrid van der Knaap –  Gillian Calder: 11-2 / 11-3
- Eline Coene –  Svetlana Zilberman: 11-4 / 12-10
- Christine Magnusson –  Vibeke Poulsen: 11-2 / 11-4
- Catrine Bengtsson –  Birgit Schilling: 11-7 / 11-2
- Christina Bostofte –  Sara Sankey: 11-7 / 11-4

### Sektion 1
|  | 2. Runde | 2. Runde            | 2. Runde | 2. Runde | 2. Runde |  |  | Achtelfinale | Achtelfinale        | Achtelfinale | Achtelfinale | Achtelfinale |  |  | Viertelfinale  | Viertelfinale | Viertelfinale | Viertelfinale | Viertelfinale |  |  | Halbfinale | Halbfinale | Halbfinale | Halbfinale | Halbfinale |
|  |          |                     |          |          |          |  |  |              |                     |              |              |              |  |  |                |               |               |               |               |  |  |            |            |            |            |            |
|  |          | Kirsten Larsen      | 11       | 11       |          |  |  |              |                     |              |              |              |  |  |                |               |               |               |               |  |  |            |            |            |            |            |
|  |          | Monique Hoogland    | 1        | 3        |          |  |  |              | Kirsten Larsen      | 11           | 11           |              |  |  |                |               |               |               |               |  |  |            |            |            |            |            |
|  |          | Katrin Schmidt      | 4        | 11       | 11       |  |  |              | Katrin Schmidt      | 6            | 2            |              |  |  |                |               |               |               |               |  |  |            |            |            |            |            |
|  |          | Kim Ho-ja           | 11       | 9        | 7        |  |  |              |                     |              |              |              |  |  | Kirsten Larsen | 11            | 11            |               |               |  |  |            |            |            |            |            |
|  |          | Fiona Elliott       | 11       | 11       |          |  |  |              |                     |              |              |              |  |  | Fiona Elliott  | 1             | 3             |               |               |  |  |            |            |            |            |            |
|  |          | Maria Henning       | 5        | 2        |          |  |  |              | Fiona Elliott       | 12           | 11           |              |  |  |                |               |               |               |               |  |  |            |            |            |            |            |
|  |          | Darunee Lertvoralak | 11       | 11       |          |  |  |              | Darunee Lertvoralak | 9            | 4            |              |  |  |                |               |               |               |               |  |  |            |            |            |            |            |
|  |          | Charlotta Wihlborg  | 4        | 2        |          |  |  |              |                     |              |              |              |  |  | Kirsten Larsen | 11            | 5             | 11            |               |  |  |            |            |            |            |            |
|  |          | Li Lingwei          | 11       | 11       |          |  |  |              |                     |              |              |              |  |  | Li Lingwei     | 5             | 11            | 4             |               |  |  |            |            |            |            |            |
|  |          | Ann Sandersson      | 4        | 2        |          |  |  |              | Li Lingwei          | 11           | 11           |              |  |  |                |               |               |               |               |  |  |            |            |            |            |            |
|  |          | Charlotte Hattens   | 4        | 11       | 11       |  |  |              | Charlotte Hattens   | 2            | 3            |              |  |  |                |               |               |               |               |  |  |            |            |            |            |            |
|  |          | Erica van Dijk      | 11       | 3        | 5        |  |  |              |                     |              |              |              |  |  | Li Lingwei     | 11            | 11            |               |               |  |  |            |            |            |            |            |
|  |          | Kimiko Jinnai       | 11       | 11       |          |  |  |              |                     |              |              |              |  |  | Kimiko Jinnai  | 4             | 3             |               |               |  |  |            |            |            |            |            |
|  |          | Anna Marie Laursen  | 4        | 2        |          |  |  |              | Kimiko Jinnai       | 11           | 12           |              |  |  |                |               |               |               |               |  |  |            |            |            |            |            |
|  |          | Lee Young-suk       | 11       | 11       |          |  |  |              | Lee Young-suk       | 8            | 11           |              |  |  |                |               |               |               |               |  |  |            |            |            |            |            |
|  |          | Yoko Koizumi        | 5        | 8        |          |  |  |              |                     |              |              |              |  |  |                |               |               |               |               |  |  |            |            |            |            |            |

### Sektion 2
|  | 2. Runde | 2. Runde             | 2. Runde | 2. Runde | 2. Runde |  |  | Achtelfinale | Achtelfinale         | Achtelfinale | Achtelfinale | Achtelfinale |  |  | Viertelfinale       | Viertelfinale | Viertelfinale | Viertelfinale | Viertelfinale |  |  | Halbfinale | Halbfinale | Halbfinale | Halbfinale | Halbfinale |
|  |          |                      |          |          |          |  |  |              |                      |              |              |              |  |  |                     |               |               |               |               |  |  |            |            |            |            |            |
|  |          | Qian Ping            | 11       | 11       |          |  |  |              |                      |              |              |              |  |  |                     |               |               |               |               |  |  |            |            |            |            |            |
|  |          | Suzanne Louis-Lane   | 6        | 1        |          |  |  |              | Qian Ping            | 11           | 11           |              |  |  |                     |               |               |               |               |  |  |            |            |            |            |            |
|  |          | Astrid van der Knaap | 11       | 12       |          |  |  |              | Astrid van der Knaap | 1            | 1            |              |  |  |                     |               |               |               |               |  |  |            |            |            |            |            |
|  |          | Pernille Nedergaard  | 6        | 10       |          |  |  |              |                      |              |              |              |  |  | Qian Ping           | 11            | 11            |               |               |  |  |            |            |            |            |            |
|  |          | Kim Yun-ja           | w/o      |          |          |  |  |              |                      |              |              |              |  |  | Kim Yun-ja          | 2             | 3             |               |               |  |  |            |            |            |            |            |
|  |          | Helle Andersen       | scr      |          |          |  |  |              | Kim Yun-ja           | 11           | 11           |              |  |  |                     |               |               |               |               |  |  |            |            |            |            |            |
|  |          | Gillian Gowers       | 4        | 11       | 11       |  |  |              | Gillian Gowers       | 4            | 4            |              |  |  |                     |               |               |               |               |  |  |            |            |            |            |            |
|  |          | Amy Chan             | 11       | 3        | 2        |  |  |              |                      |              |              |              |  |  | Qian Ping           | 11            | 11            |               |               |  |  |            |            |            |            |            |
|  |          | Sumiko Kitada        | 11       | 11       |          |  |  |              |                      |              |              |              |  |  | Sumiko Kitada       | 6             | 7             |               |               |  |  |            |            |            |            |            |
|  |          | Chun Sung-suk        | 4        | 4        |          |  |  |              | Sumiko Kitada        | 12           | 11           |              |  |  |                     |               |               |               |               |  |  |            |            |            |            |            |
|  |          | Christina Bostofte   | 11       | 11       |          |  |  |              | Christina Bostofte   | 9            | 1            |              |  |  |                     |               |               |               |               |  |  |            |            |            |            |            |
|  |          | Maria Bengtsson      | 2        | 1        |          |  |  |              |                      |              |              |              |  |  | Sumiko Kitada       | 6             | 11            | 11            |               |  |  |            |            |            |            |            |
|  |          | Christine Magnusson  | 11       | 11       |          |  |  |              |                      |              |              |              |  |  | Christine Magnusson | 11            | 5             | 2             |               |  |  |            |            |            |            |            |
|  |          | Eline Coene          | 5        | 2        |          |  |  |              | Christine Magnusson  | 11           | 2            | 11           |  |  |                     |               |               |               |               |  |  |            |            |            |            |            |
|  |          | Elizabeth Latief     | 11       | 11       |          |  |  |              | Elizabeth Latief     | 7            | 11           | 3            |  |  |                     |               |               |               |               |  |  |            |            |            |            |            |
|  |          | Alison Fisher        | 2        | 2        |          |  |  |              |                      |              |              |              |  |  |                     |               |               |               |               |  |  |            |            |            |            |            |

## Herrendoppel

### 1. Runde
- Ong Ewe Chye /  Rahman Sidek –  Mike Butler /  Ken Poole: 15-3 / 15-9
- Billy Gilliland /  Dan Travers –  Chris Dobson /  Dave Wright: 11-15 / 15-11 / 15-6
- Kim Ho /  Kim Hong Yong –  Henrik Jessen /  Jacob Thygesen: 15-13 / 15-5
- Michael Kjeldsen /  Claus Thomsen –  Michael Brown /  Richard Outterside: 15-6 / 4-15 / 15-12
- Jesper Helledie /  David Humble –  Mervin Gibbs /  Norman Wheatley: 15-6 / 15-12
- Hiroshi Nishiyama /  Shokichi Miyamori –  Jon Holst-Christensen /  Thomas Kirkegaard: 15-8 / 9-15 / 18-17
- Sawei Chanseorasmee /  Sakrapee Thongsari –  Poh Thye Leong /  Lim Yim Chong: 15-7 / 15-10
- Steen Fladberg /  Jan Paulsen –  Kwak Chan-ho /  Lee Sang-bok: 12-15 / 18-14 / 18-15
- David Spurling /  Stuart Spurling –  Chan Chi Choi /  Chang Wen-sung: 15-10 / 12-15 / 15-11
- Mike deBelle /  Mike Bitten –  Mark Elliott /  Jens Peter Nierhoff: 7-15 / 15-10 / 15-9
- Darren Hall /  Mike Tredgett –  Chris Rees /  Lyndon Williams: 15-10 / 6-15 / 15-11
- Max Gandrup /  Thomas Lund –  Soo Beng Kiang /  Tee Keong Seng: 15-4 / 15-8
- Steve Baddeley /  Andy Goode –  Alex White /  David Shaylor: 18-17 / 15-2
- Hadibowo /  Lius Pongoh –  Manfred Mellqvist /  Stellan Österberg: 17-15 / 15-6
- Shuji Matsuno /  Shinji Matsuura –  Nick Yates /  Nigel Tier: 15-1 / 15-11
- Peter Busch Jensen /  Peter Knudsen –  Anders Nielsen /  Matthew A. Smith: 8-15 / 15-1 / 15-10

### 2. Runde
- Eddy Hartono /  Liem Swie King –  Peter Buch /  Nils Skeby: 15-11 / 16-18 / 18-13
- Billy Gilliland /  Dan Travers –  Ong Ewe Chye /  Rahman Sidek: 15-5 / 15-9
- Kim Moon-soo /  Lee Deuk-choon –  Andrei Antropow /  Vitaliy Shmakov: 15-4 / 15-7
- Michael Kjeldsen /  Claus Thomsen –  Kim Ho /  Kim Hong Yong: 15-4 / 15-18 / 15-5
- Li Yongbo /  Tian Bingyi –  Peter Axelsson /  Jens Olsson: 15-4 / 15-7
- Jesper Helledie /  David Humble –  Hiroshi Nishiyama /  Shokichi Miyamori: 15-6 / 15-18 / 17-14
- Martin Dew /  Dipak Tailor –  Cheah Soon Kit /  Wong Tat Meng: 15-1 / 15-0
- Steen Fladberg /  Jan Paulsen –  Sawei Chanseorasmee /  Sakrapee Thongsari: 15-3 / 18-14
- Mike deBelle /  Mike Bitten –  David Spurling /  Stuart Spurling: 15-4 / 15-5
- Jan-Eric Antonsson /  Pär-Gunnar Jönsson –  Park Sung-bae /  Shon Jin-hwan: 15-9 / 15-9
- Max Gandrup /  Thomas Lund –  Darren Hall /  Mike Tredgett: 15-12 / 15-4
- Bobby Ertanto /  Rudy Heryanto –  Martyn Hindle /  Peter Smith: 15-7 / 15-9
- Hadibowo /  Lius Pongoh –  Steve Baddeley /  Andy Goode: 15-8 / 15-7
- Jesper Knudsen /  Henrik Svarrer –  Mark Christiansen /  Stefan Karlsson: 15-11 / 10-15 / 15-6
- Shuji Matsuno /  Shinji Matsuura –  Peter Busch Jensen /  Peter Knudsen: 15-11 / 15-3
- Rikard Rönnblom /  Erik Söderberg –  Morten Knudsen /  Lars Pedersen: 12-15 / 15-10 / 15-8

### Achtelfinale
- Eddy Hartono /  Liem Swie King –  Billy Gilliland /  Dan Travers: 18-14 / 15-10=
- Kim Moon-soo /  Lee Deuk-choon –  Michael Kjeldsen /  Claus Thomsen: 15-8 / 5-15 / 15-6
- Li Yongbo /  Tian Bingyi –  Jesper Helledie /  David Humble: 15-5 / 15-5
- Steen Fladberg /  Jan Paulsen –  Martin Dew /  Dipak Tailor: 15-9 / 10-15 / 15-4
- Jan-Eric Antonsson /  Pär-Gunnar Jönsson –  Mike deBelle /  Mike Bitten: 15-4 / 15-2
- Bobby Ertanto /  Rudy Heryanto –  Max Gandrup /  Thomas Lund: 11-15 / 15-6 / 15-8
- Hadibowo /  Lius Pongoh –  Jesper Knudsen /  Henrik Svarrer: 15-11 / 15-4
- Shuji Matsuno /  Shinji Matsuura –  Rikard Rönnblom /  Erik Söderberg: 17-14 / 15-6

### Viertelfinale
- Kim Moon-soo /  Lee Deuk-choon –  Eddy Hartono /  Liem Swie King: 15-4 / 15-10
- Li Yongbo /  Tian Bingyi –  Steen Fladberg /  Jan Paulsen: 15-4 / 15-2
- Bobby Ertanto /  Rudy Heryanto –  Jan-Eric Antonsson /  Pär-Gunnar Jönsson: 15-4 / 13-18 / 15-7
- Shuji Matsuno /  Shinji Matsuura –  Hadibowo /  Lius Pongoh: 14-17 / 15-9 / 15-3

### Halbfinale
- Li Yongbo /  Tian Bingyi –  Kim Moon-soo /  Lee Deuk-choon: 15-6 / 15-11
- Bobby Ertanto /  Rudy Heryanto –  Shuji Matsuno /  Shinji Matsuura: 15-9 / 11-15 / 15-6

### Finale
- Li Yongbo /  Tian Bingyi –  Bobby Ertanto /  Rudy Heryanto: 15-9 / 15-8

## Damendoppel

### 1. Runde
- Lin Ying /  Guan Weizhen –  Julie Bradbury /  Kumiko Kitamoto: 15-6 / 15-6
- Gillian Gilks /  Nora Perry –  Helle Andersen /  Birgitte Hindse: 15-0 / 15-3
- Maria Bengtsson /  Christine Magnusson –  Andrea Krucinski /  Birgit Schilling: 15-7 / 15-12
- Chun Sung-suk /  Lee Young-suk –  Marian Christiansen /  Vibeke Poulsen: 15-8 / 15-12
- Gillian Clark /  Gillian Gowers –  Cheryl Cooke /  Darunee Lertvoralak: 15-5 / 15-3
- Cheryl Johnson /  Claire Palmer –  Alison Fisher /  Ulla-Britt Frost: 15-4 / 15-2
- Eline Coene /  Erica van den Heuvel –  Kimiko Jinnai /  Atsuko Tokuda: 0-15 / 17-14 / 15-10
- Chung So-young /  Kim Ho-ja –  Grete Mogensen /  Gitte Paulsen: 15-10 / 12-15 / 18-16
- Dorte Kjær /  Lotte Olsen –  Irina Serova /  Svetlana Belyasova: 15-4 / 14-18 / 15-11
- Karen Beckman /  Sara Sankey –  Claire Allison /  Nancy Helledie: 18-13 / 15-11
- Tracy Hutchinson /  Julie Munday –  Monique Hoogland /  Astrid van der Knaap: 15-4 / 15-5
- Li Lingwei /  Qian Ping –  Karin Ericsson /  Charlotta Wihlborg: 15-7 / 15-9
- Pernille Dupont /  Anna Marie Laursen –  Catrine Bengtsson /  Margit Borg: 4-15 / 15-10 / 15-12
- Sumiko Kitada /  Yoko Koizumi –  Heidi Bender /  Katrin Schmidt: 15-8 / 15-4
- Charlotte Madsen /  Suzanne Pedersen –  Wendy Poulton /  Tracy Salmon: 17-14 / 8-15 / 15-10
- Chung Myung-hee /  Hwang Hye-young –  Lisa Chapman /  June Shipman: 15-7 / 15-3

### Achtelfinale
- Lin Ying /  Guan Weizhen –  Gillian Gilks /  Nora Perry: 15-4 / 15-4
- Maria Bengtsson /  Christine Magnusson –  Chun Sung-suk /  Lee Young-suk: 15-6 / 18-14
- Gillian Clark /  Gillian Gowers –  Cheryl Johnson /  Claire Palmer: 15-4 / 15-5
- Chung So-young /  Kim Ho-ja –  Eline Coene /  Erica van den Heuvel: 18-13 / 11-15 / 15-11
- Karen Beckman /  Sara Sankey –  Dorte Kjær /  Lotte Olsen: 15-4 / 12-15 / 15-6
- Li Lingwei /  Qian Ping –  Tracy Hutchinson /  Julie Munday: 15-12 / 15-10
- Sumiko Kitada /  Yoko Koizumi –  Pernille Dupont /  Anna Marie Laursen: 15-10 / 15-3
- Chung Myung-hee /  Hwang Hye-young –  Charlotte Madsen /  Suzanne Pedersen: 15-3 / 15-4

### Viertelfinale
- Lin Ying /  Guan Weizhen –  Maria Bengtsson /  Christine Magnusson: 15-2 / 15-7
- Gillian Clark /  Gillian Gowers –  Chung So-young /  Kim Ho-ja: 15-10 / 15-8
- Karen Beckman /  Sara Sankey –  Li Lingwei /  Qian Ping: 15-11 / 15-10
- Chung Myung-hee /  Hwang Hye-young –  Sumiko Kitada /  Yoko Koizumi: 15-10 / 15-2

### Halbfinale
- Lin Ying /  Guan Weizhen –  Gillian Clark /  Gillian Gowers: 15-9 / 15-9
- Chung Myung-hee /  Hwang Hye-young –  Karen Beckman /  Sara Sankey: 15-7 / 15-6

### Finale
- Chung Myung-hee /  Hwang Hye-young –  Lin Ying /  Guan Weizhen: 15-6 / 8-15 / 15-11

## Mixed

### 1. Runde
- Martin Dew /  Gillian Gilks –  Jon Holst-Christensen /  Charlotte Madsen: 15-10 / 15-6
- Mark Christiansen /  Erica van den Heuvel –  Ken Poole /  Chantal Jobin: 8-15 / 18-13 / 15-10
- Park Joo-bong /  Kim Yun-ja –  Mark Elliott /  Wendy Poulton: 15-4 / 15-4
- Henrik Svarrer /  Dorte Kjær –  Vitaliy Shmakov /  Irina Serova: 18-17 / 15-3
- Billy Gilliland /  Gillian Gowers –  Shon Jin-hwan /  Chung So-young: 15-4 / 15-12
- Jan-Eric Antonsson /  Christine Magnusson –  Kim Brodersen /  Lotte Olsen: 15-4 / 15-12
- Nigel Tier /  Nora Perry –  Claus Overbeck /  Birgitte Hindse: 15-7 / 15-9
- Peter Buch /  Grete Mogensen –  Shokichi Miyamori /  Yoko Koizumi: 15-4 / 15-4
- Kim Moon-soo /  Hwang Hye-young –  Jesper Helledie /  Barbara Sutton: 15-8 / 15-11
- Jan Paulsen /  Gitte Paulsen –  Stefan Karlsson /  Maria Bengtsson: 15-11 / 17-15
- Li Ang /  Pan Zhenli –  Sawei Chanseorasmee /  Darunee Lertvoralak: 15-5 / 15-3
- Steen Fladberg /  Gillian Clark –  Chris Dobson /  Karen Beckman: 15-8 / 15-10
- Nils Skeby /  Marian Christiansen –  Peter Busch Jensen /  Pernille Dupont: 15-8 / 15-11
- Chan Chi Choi /  Amy Chan –  Andy Goode /  Fiona Elliott: 15-10 / 10-15 / 15-11
- Andrei Antropow /  Svetlana Belyasova –  Hafid Yusuf /  Verawaty Fajrin: 15-11 / 12-15 / 15-4
- Lee Deuk-choon /  Chung Myung-hee –  Jesper Knudsen /  Charlotte Hattens: 15-6 / 15-7

### Achtelfinale
- Martin Dew /  Gillian Gilks –  Mark Christiansen /  Erica van den Heuvel: 15-4 / 15-9
- Park Joo-bong /  Kim Yun-ja –  Henrik Svarrer /  Dorte Kjær: 15-12 / 15-9
- Jan-Eric Antonsson /  Christine Magnusson –  Billy Gilliland /  Gillian Gowers: 15-13 / 9-15 / 15-2
- Peter Buch /  Grete Mogensen –  Nigel Tier /  Nora Perry: 15-9 / 15-8
- Kim Moon-soo /  Hwang Hye-young –  Jan Paulsen /  Gitte Paulsen: 15-7 / 15-2
- Steen Fladberg /  Gillian Clark –  Li Ang /  Pan Zhenli: 15-9 / 18-15
- Chan Chi Choi /  Amy Chan –  Nils Skeby /  Marian Christiansen: 15-9 / 15-6
- Lee Deuk-choon /  Chung Myung-hee –  Andrei Antropow /  Svetlana Belyasova: 15-11 / 8-15 / 15-10

### Viertelfinale
- Martin Dew /  Gillian Gilks –  Park Joo-bong /  Kim Yun-ja: 5-15 / 18-13 / 17-14
- Jan-Eric Antonsson /  Christine Magnusson –  Peter Buch /  Grete Mogensen: 15-4 / 18-16
- Kim Moon-soo /  Hwang Hye-young –  Steen Fladberg /  Gillian Clark: 15-10 / 15-9
- Lee Deuk-choon /  Chung Myung-hee –  Chan Chi Choi /  Amy Chan: 15-11 / 13-18 / 15-4

### Halbfinale
- Jan-Eric Antonsson /  Christine Magnusson –  Martin Dew /  Gillian Gilks: 17-14 / 9-15 / 15-10
- Lee Deuk-choon /  Chung Myung-hee –  Kim Moon-soo /  Hwang Hye-young: 15-2 / 15-4

### Finale
- Lee Deuk-choon /  Chung Myung-hee –  Jan-Eric Antonsson /  Christine Magnusson: 15-5 / 14-18 / 15-8